# Gordon Dowding
Pour les articles homonymes, voir Dowding.
Gordon Hudson Dowding  (1er mars 1918-9 novembre 2003) est un homme politique canadien de la Colombie-Britannique. Il est député provincial néo-démocrate de la circonscription britanno-colombienne de Burnaby-Edmonds de 1956 à 1975. Il est président de l'Assemblée législative de la Colombie-Britannique de 1972 à 1975.

## Biographie
Né à Kamloops en Colombie-Britannique, Dowding étudie sur place et à l'Université de la Colombie-Britannique. Il est nommé au barreau de la Colombie-Britannique en 1952 et à celui de l'Alberta en 1967,.
En 1962, Dowding est membre fondateur de la B.C. Civil Liberties Association. Il meurt à Maple Ridge en novembre 2003 à l'âge de 85 ans.